# Kraljevina Italija
Kraljevina Italija (tal. Regno d'Italia) bila je država koja je nastala 1861. godine ujedinjenjem Italije. Ova država pod vodstvom Savojske dinastije službeno je postojala sve do 1946. godine, kad je monarhiju zamijenila republika. Ova kraljevina bila je prva talijanska država koja je uključivala cijeli Apeninski poluotok još od pada Rimskog Carstva.
Tijekom fašističkog razdoblja pod vodstvom Benita Mussolinija, nacionalisti i fašisti su državu često nazivali „Talijansko Carstvo” (talijanski: Impero Italiano) ili „Novo Rimsko Carstvo” (talijanski: Nuovo Impero Romano, latinski: Novum Imperium Romanum), ali ti nazivi nisu bili službeni.
Za vrijeme fašističkog režima je kraljevina postala saveznik Nacističke Njemačke u Drugom svjetskom ratu sve do 1943. godine. Ostatak rata Italija se pridružila saveznim snagama, nakon zbacivanja Mussolinija s mjesta premijera i zabrane fašističke stranke. Mussolini i njegove pristaše osnovali su tzv. Talijansku Socijalnu Republiku na sjeveru Italije, koja je bila nacistička marionetska država i koja je nastavila borbu protiv saveznih snaga.
Nakon rata je 1946. održan referendum na kojem su građani odlučili napustiti monarhijski ustroj i uspostaviti Talijansku Republiku koja postoji sve do danas.

## Teritorij
Kraljevina Italija smatrala je svojim teritorijem cijelo područje današnje Italije. Teritorijalni rast kraljevine zbivao se pod procesom ujedinjenja Italije sve do 1870. godine. Iako su danas u sastavu Italije, Trst i Trentino-Južni Tirol nisu postali dio kraljevine sve do 1919. godine. Nakon Versajskog i Saint-Germainskog sporazuma, kraljevini su ustupljeni Gorica, Trst i Istra, kao i manji dijelovi današnje sjeverozapadne Hrvatske i Dalmacije. Tijekom Drugog svjetskog rata je kraljevina proširila svoje teritorije u Sloveniji i zadobila još teritorija u Dalmaciji koje joj je ustupio Pavelićev režim. Nakon rata su uspostavljene današnje granice Italije.
Osim ovog područja Kraljevina Italija je imala nekoliko kolonija, protektorata i marionetskih država, kao što su Eritreja, Somalija, Libija, Etiopija (koju je Italija zauzela 1936., a koju su poslije okupirale britanske snage tijekom rata), Albanija, Grčka (okupirana za vrijeme rata), Nezavisna Država Hrvatska (marionetska država Italije i Njemačke), Kosovo u Srbiji (okupirano za vrijeme rata), Crna Gora okupirana za vrijeme rata), te Tiencin u Kini (koncesija).

## Politika
Kraljevina Italija je teoretski bila ustavna monarhija, iako je u razdoblju između 1925. i 1943. zapravo bila pod fašističkom diktaturom. Monarh je imao izvršnu vlast koju je izvršavao preko imenovanih ministara. Kraljevu moć ograničavao je dvodomni parlament koji se sastojao od senata i skupštine.

### Vladari
Kraljevi iz Savojske dinastije koji su bili na čelu Italije su:
- Viktor Emanuel II. (1861. – 1878.) – bivši kralj Sardinije i prvi kralj ujedinjene Italije.
- Umberto I. (1878. – 1900.) – odobravao Trojni savez s Njemačkom i Austro-Ugarskom. Poginuo 1900. u atentatu kojeg je izvršio anarhist Gaetano Bresci.
- Viktor Emanuel III. (1900. – 1946.) – kralj Italije tijekom Prvog svjetskog rata i tijekom Mussolinijevog fašističkog režima.
- Umberto II. (1946.) – zadnji kralj Italije koji je bio prisiljen raspisati referendum o opstanku monarhije, na kojem su Talijani izglasali republiku.

### Vojska
Kralj Italije je bio vrhovni zapovjednik Talijanske kraljevske vojske i mornarice. Sveukupna vojska sastojala se od:
- Kraljevske vojske (Regio Esercito)
- Kraljevske ratne mornarice (Regia Marina)
- Kraljevskih zračnih snaga (Regia Aeronautica)
- Crnokošuljaša (Milizia Volontaria per la Sicurezza Nazionale ili camicie nere) - fašističke paravojne skupine

## Povijest

### Ujedinjenje Italije (1859. – 1870.)
Risorgimento (talijanski) je bio pokret za ujedinjenjem Italije revolucionarnim putem u 19. stoljeću. Stvaranje Kraljevine Italije bio je rezultat napora talijanskih nacionalista i savojskih monarhista za stvaranjem ujedinjenog kraljevstva koje bi obuhvaćalo cijeli Apeninski poluotok. Zadnja takva država bilo je Rimsko Carstvo.
Dvije najistaknutije i najradikalnije osobe ovog pokreta su Giuseppe Mazzini i Giuseppe Garibaldi, dok uz njih stoje umjereniji i konzervativniji Grof Cavour i Viktor Emanuel II., koji je postao prvim kraljem Ujedinjene Italije.

### Liberalno razdoblje
Nakon ujedinjenja, desničarske stranke bile su rascjepkane, a konzervativni premijer Marco Minghetti ostao je na vlasti samo zbog provođenja nekih ljevičarskih projekta (kao što je nacionalizacija željeznice) kako bi udovoljio opoziciji. Godine 1876., na njegovo mjesto dolazi liberal Agostino Depretis čime počinje dugo liberalno razdoblje. To razdoblje obilježili su korupcija, nestabilnost vlade, daljnje siromaštvo juga, te autoritarni potezi talijanske vlade.
Depretis je počeo provoditi eksperimentalnu političku ideju koja se nazivala trasformismo. Prema ovoj ideji na mjesto ministara bi trebali biti umjereni i sposobni nepristrani političari. U stvarnosti je ovaj plan bio autoritaran i korumpiran. Na korumpiranim izborima 1876., izabrana su samo četiri predstavnika desnice, čime je cijelom vladom upravljao Depretis. Za vrijeme njegove vladavine zabranjena su javna okupljanja, a pojedinci koji su smatrani opasnim po vlast su zatvarani u kaznionice na otocima. Depretis je također uveo i obvezno besplatno osnovno školovanje i ukinuo obvezno vjersko obrazovanje u osnovnim školama.
Godine 1887., premijer je postao Francesco Crispi koji je počeo s aktivnijom vanjskom politikom. Njegova politika bila je jačanje Italije kao svjetske moći ulaganjem u vojsku, zagovaranjem ekspanzionizma i pridobivanjem naklonosti Njemačke. Italija se pridružila Trojnom savezu 1882. kojeg je sačinjavala zajedno s Njemačkom i Austro-Ugarskom. Iako je i njegov režim bio autoritaran, Crispi je proveo neke liberalne reforme, kao npr. u zdravstvu. U ovo vrijeme izbila je gospodarska kriza, posebno u poljoprivredi.

#### Kolonijalizam
Vlada je razmatrala osnivanje nekoliko kolonija kako bi se zadobila potpora talijanskih nacionalista i imperijalista koji su željeli obnoviti Rimsko Carstvo. Italija je u to vrijeme imala svoja naselja u Aleksandriji, Kairu i Tunisu. Ispočetka je Italija pokušala pregovorima s ostalim svjetskim silama dobiti kolonijalne koncesije, ali su ti pregovori propali. Misionari koje je Italija poslala u ne kolonizirana područja istraživali su moguće lokacije za kolonizaciju, a najrealističnije su bile u Africi. Talijanski misionari imali su uporište u Masavi (današnja Eritreja), a u 1830-ima ušli su duboko u Etiopiju.
5. veljače 1885., nedugo nakon pada egipatske vlasti u Kartumu, Italija je iskoristila sukob Egipta s Britanijom i iskrcala svoje trupe u Masavi. Godine 1888. Italija je silom pripojila Masavu, stvarajući koloniju Talijansku Eritreju. Sedam godina kasnije Italija je napala i Etiopiju. Budući da je Rusija vojno pomagala Etiopiju, Britanija je odlučila podržati Italiju. Tijekom rata etiopske snage su prisilile talijansku vojsku na povlačenje u Eritreju, što je doživljeno kao međunarodno poniženje Italije. Etiopija je ostala nezavisna sve do talijanske okupacije 1936. godine, koja je trajala sve do oslobođenja tijekom Drugog svjetskog rata.
Godine 1911., Italija je proglasila rat Osmanskom Carstvu i napala Libiju. Nakon ovog rata koji je trajao godinu dana i osvajanja Libije, talijanski nacionalisti su počeli zagovarati širenje talijanskog utjecaja u Sredozemlju okupacijom Grčke i Dalmacije.

#### Giolittijeve vlade
Godine 1892., premijer je postao Giovanni Giolitti. Iako je njegova prva vlada brzo pala, Giolitti je ponovno postao premijer 1903. i vodio Italiju sve do 1914., čime je postao prvi dugoročni talijanski premijer. Njegova vladavina je također obilježena manipuliranjem i podmićivanjem raznih dužnosnika, te namještanjem izbora. U njegovo vrijeme je i dalje južnom Italijom vladalo veliko siromaštvo i glad.
Godine 1911., Giolittijeva vlada je naredila okupaciju Libije. Iako je rat bio uspješan, nije išao Giolittijevoj vladi u prilog. Ovaj rat je rezultirao radikalizacijom Talijanske socijalističke stranke, a proturatni revolucionari pod vodstvom Benita Mussolinija pozivali su na nasilje i na rušenje vlade. Giolitti je još jednom postao premijer nakratko 1920. godine, ali prije toga je već završilo liberalno razdoblje u Italiji.

### Prvi svjetski rat

#### Predratna situacija
U razdoblju prije Prvog svjetskog rata, Italija je na međunarodnom planu imala problema sa saveznicama. S dosadašnjim saveznicama Njemačkom i Austro-Ugarskom, odnosi su se pogoršali zbog okupacije Libije. Odnosi s Francuskom su jako pogoršani zbog talijanske potpore Pruskoj, a odnosi s Velikom Britanijom su bili napeti zbog talijanskog zahtjevanja priznanja njezine sfere utjecaja u Sredozemlju i Africi.
Snažno pogoršanje odnosa dogodilo se i s Grčkom, zbog talijanske okupacije Dodekaneza i Roda koji su imali većinsko grčko stanovništvo, a službeno su bili pod Osmanskim Carstvom. Također je situacija između ove dvije zemlje bila napeta i zbog suparništva oko zauzimanja Albanije.
Početkom 1914., Italiju je tresla politička nestabilnost, brojni protesti i sukobi te opći štrajk. Iako je bila članica Trojnog saveza, nakon izbijanja Prvog svjetskog rata, Kraljevina Italija je u početku ostala neutralna. Talijansko društvo bilo je duboko podijeljeno oko rata: socijalisti su se protivili ratu i podržavali pacifizam, dok su nacionalisti kao Gabriele D'Annunzio i Luigi Federzoni, te Benito Mussolini zahtijevali uključenje Italije u rat. Nacionalisti su rat smatrali sredstvom kojim bi zadobili područja Austro-Ugarske koja su naseljavali Talijani.
Italija je 1915. tajnim sporazumom u Londonu izdala Središnje sile i pridružila se Antanti, za što su joj obećani teritoriji Austro-Ugarske gdje su živjeli Talijani, brojni prostori na istočnoj obali Jadrana i dio njemačkih kolonija u Africi. Ova odluka naišla je na odobravanje brojnih talijanskih nacionalista i imperijalista i na protivljenje liberala, kao što je bio premijer Giovanni Giolitti.

#### Tijek rata
Iako je početak ratnog pohoda protiv Austro-Ugarske bio uspješan jer je Italija imala brojčanu prednost, a austrougarska vojska bila je raspršena na frontovima u Srbiji i Rusiji, ta prednost nikad nije do kraj iskorištena zato što je vojni zapovjednik Luigi Cadorna inzistirao na izravnom napadu na Austro-Ugarsku kako bi pokušao okupirati slovensko područje i Ljubljanu. Ovim napadom bi Talijani došli nedaleko od Beča, ali su svih jedanaest napada propali uz brojne žrtve. Kasnije je 1916. godine, austrougarska vojska uspjela izgurati Talijane sve do Verone i Padove.
U ljeto 1916., talijanska vojska je unatoč brojnim neuspjelim napadima uspjela zauzeti Goricu. Sklapanjem Brestlitovskog mira Središnjih sila s Rusijom, njemačka i austrougarska vojska se posvetila napadu na Italiju. Talijanska vojska regrupirala se kod rijeke Piave gdje je uspjela odbiti austrougarske i njemačke napade. Nakon nekoliko kasnijih bitaka talijanska je vojska uspjela pobijediti austrijsku, nakon čega je potpisano primirje 11. studenog 1918. čime je završio Prvi svjetski rat.
Tijekom rata je Italija sudjelovala u napadu na Osmansko Carstvo gdje je zauzela područja u Anatoliji i Palestini. U ratu je Italija izgubila oko 700 000 vojnika, a deficit države iznosio je 12 milijardi lira.

#### Poslijeratna situacija
Nakon rata, talijanski premijer Vittorio Emanuele Orlando sastao se s britanskim premijerom Davidom Lloydom Georgeom, francuskim predsjednikom Georgesom Clemenceauom i američkim predsjednikom Woodrowom Wilsonom u Versaillesu na razgovorima o budućim granicama Europe.
Ovim pregovorima je Italija dobila malo teritorija, jer je Wilson obećao slobodu formiranja vlastitih država svim europskim narodima. Tako Versajskim ugovorom Italija nije dobila Dalmaciju i Albaniju kao što je bilo dogovoreno Londonskim sporazumom. Također su Velika Britanija i Francuska podijelile između sebe njemačke kolonije, dok Italiji nije pripao ni jedan taj teritorij. Unatoč svemu tome Orlando je potpisao sporazum što je dovelo do pobune protiv njegove vlade.
Nezadovoljan ovim mirovnim pregovorima, talijanski nacionalist Gabriele D'Annunzio sa svojim crnokošuljašima zauzima Rijeku u rujnu 1919. i uspostavlja svoju upravu. Iako je njegova vladavina kratko trajala, Rijeka biva pripojena Italiji 1924. godine. D'Annunzijeve metode osvajanja masa kasnije preuzima Mussolini.

### Fašističko razdoblje

#### Početak pokreta
Godine 1914., Benito Mussolini je zbog pozivanja na rat protiv Austrije izbačen iz Talijanske Socijalističke Partije. Prije prvog svjetskog rata, Mussolini se protivio regrutaciji i okupaciji Libije, a bio je i urednik službenog glasila socijalističke partije. Kasnije je osnovao svoje vlastite novine kojima je pozivao socijaliste i revolucionare da podrže rat. Zbog želje da privuku Italiju u Antantu, Francuska, Britanija i Rusija su pomogle u financiranju novina. Ove novine su kasnije postale fašistički glasnik.
Nakon rata i Versajskog ugovora, Mussolini stvara Borbeni savez (Fasci di Combattimento) koji se protivio pacifizmu Talijanske Socijalističke Partije. Iako su fašisti u početku naginjali ljevici i podržavali mnoge liberalne ideje, 15. travnja 1919. počinju s političkim nasiljem napadajući urede socijalističkog glasila Avanti!. Nakon početnih neuspjeha, Mussolini reorganizira ovu skupinu ideološki se distancirajući od ljevice i 1921. pretvara je u Nacionalnu fašističku stranku (Partito nazionale fascista). Ova stranka je preuzela D'Annunzijeva nacionalistička obilježja, a sam Mussolini je promijenio svoju izvornu ideologiju i počeo podržavati Rimokatoličku Crkvu i prestao se protiviti monarhiji. Potpora fašistima je počela rasti 1921., a mnogi vojni časnici koji su podupirali pokret iskoristili su svoj položaj za kontrarevolucionarne napade na socijaliste.
Godine 1920., premijer ponovno postaje Giolitti, a njegova vlada brzo biva ugrožena od socijalističke opozicije. Zbog mišljenja da bi uz fašiste mogao obuzdati socijaliste, Giolitti ih dodaje na svoju izbornu listu 1921. godine. Budući da Giolitti nije uspio skupiti dovoljno mandata za koaliciju, fašisti zajedno sa socijalistima ruše vladu. Mussolini je zahvaljujući brojnim govorima, potplaćivanju i zastrašivanju vrlo brzo postao dominantna osoba u talijanskoj politici, pridobivajući uz sebe brojne druge političare.
U listopadu 1922., Mussolini je iskoristio opći štrajk i počeo zahtijevati od talijanske vlade političku moć za njegovu fašističku stranku. Određeni broj fašista krenuo je na marš preko Italije do Rima (tzv. marš na Rim) tvrdeći da će fašisti ponovno uspostaviti red. Sam Mussolini nije sudjelovao u maršu. Fašisti su zahtijevali ostavku premijera Luigija Facte i proglašavanje Mussolinija premijerom. Iako je talijanska vojska bila bolje naoružana od fašističke paravojske, talijanska vlada s kraljem Viktorom Emanuelom III. pala je u krizu. Time je kralj stavljen u situaciju da mora birati između dva suprotstavljena talijanska pokreta: Mussolinijevih fašista ili antimonarhističkih socijalista. Kralj je izabrao dolazak fašista na vlast.

#### Mussolinijeva diktatura
Dana 28. listopada 1922., Viktor Emanuel III. postavio je Mussolinija na mjesto premijera i omogućio Fašističkoj stranci ispunjenje svih njihovih ambicija sve dok podupiru monarhijski ustroj. Mussolini je razvio kult ličnosti kojim se on smatrao nacionalnim spasiteljem, a njegovi pristaše nazivali su ga vođom (duce).
Stupanjem na vlast, Mussolini je ušao u koaliciju s nacionalistima, liberalima i narodnjacima. Ipak, ovi početni demokratski postupci brzo su nestali, te je već iduće godine izborni zakon promijenjen tako da je Fašistička stranka nakon izbora 1924. postala jedina vladajuća stranka u Italiji.
Nakon izbora ubijen je socijalist Giacomo Matteotti koji je pozivao na poništavanje izbora zbog neregularnosti. Nakon ovog ubojstva socijalisti su otišli iz parlamenta, što je omogućilo Mussoliniju provedbu još autoritarnih zakona. Godine 1925., Mussolini proglašava fašističku diktaturu.

#### Talijansko društvo u vrijeme fašističkog režima
Fašistički režim težio je jednostranačju u Italiji i integraciji fašizma u sve razine društva. Totalitarna država službeno je proglašena u Doktrini fašizma 1935. godine. Fašisti su namjeravali izmijeniti talijansko društvo i kulturu po uzoru na stari Rim, s nekim futurističkim aspektima talijanskih intelektualaca i umjetnika. U ovom društvu koje je trebalo smanjiti osjećaj individualnosti pojedinca, samo bi članovi Fašističke stranke bili punopravni građani. Unatoč pokušajima stvaranja nove fašističke kulture, talijanski fašisti nisu imali toliko velikog uspjeha u izmjeni društva kao što su imali Treći Reich i SSSR.
Za vrijeme ovog režima veliki značaj imala je sveprisutna propaganda koja je promovirala Mussolinijev kult ličnosti. Čak su doneseni zakoni da se propagandni materijali moraju prikazivati prije svih filmova u kinima. Godine 1926., Italija je postala prva država koja je izvršila zračnu ekspediciju na Sjeverni pol. Odnosi s Crkvom su znatno poboljšani za vrijeme Mussolinijevog režima, pogotovo nakon Mussolinijevog saveza s procrkvenom Talijanskom narodnom strankom. Godine 1929., Mussolini je u pregovorima s papom dozvolio suverenost Vatikana Lateranskim ugovorom kojim su poboljšani službeni odnosi Italije s Crkvom.
Fašistički režim mnogo je ulagao u tehnički napredak. Tako je 1933. pušten u promet prekooceanski brod SS Rex koji je uspio prijeći Atlantika za četiri dana, a financirani su i brojni drugi tehnički projekti koji su trebali simbolizirati industrijski i tehnološki napredak fašističke države.
Iako je neko vrijeme fašistički režim u Italiji bio manje represivan od drugih totalitarnih država, pod pritiskom Nacističke Njemačke je 1938. uvedena politika antisemitizma. Ova politika bila je iznimno nepopularna u Italiji i u samoj Fašističkoj stranci čiji su mnogi članovi bili Židovi. Fašisti su u suradnji s nacistima deportirali Židove u koncentracijske logore, ali su ti logori ipak donekle bili manje brutalni od logora koje su kontrolirali Nijemci.
Jednim od najvećih uspjeha fašističkog režima u Italiji smatra se stvaranje OND-a (Opera Nazionale Dopolavoro) 1925., koji je bio najveća rekreacijska organizacija za odrasle. Do 1930. je u svakom gradu u Italiji postojao klub Dopolavoro koji je sveukupno bio zadužen za 11 000 sportskih igrališta, preko 6 400 knjižnica, 800 kina, 1 200 kazališta i preko 2 000 orkestara. Potaknuti uspjehom u Italiji, Njemačka je također stvorila svoju verziju tog programa nazvanim Kraft durch Freude (KdF).

#### Vanjska politika
Fašisti su namjeravali stvoriti od Italije veliku silu kao modernu inačicu Rimskog Carstva. Posebnu važnost u ovome imala je dominacija nad Sredozemnim morem koja se mislila ostvariti ratovima kojim bi dio Afrike, Dalmacija, Albanija i Grčka postali dijelovi Talijanskog Carstva.
Godine 1923., fašistički režim je ustupio dio Anatolije koji je bio pod njihovom upravom novoj turskoj vladi. Nakon ovoga slijedi ekspanzionistička politika fašističke vlade. Pregovorima s Britanijom 1925., proširena je talijanska kolonija Libija na dotad nedefinirano područje između Libije i Egipta. Godine 1934., ponovnim pregovorima s Britancima teritorij ove kolonije proširen je i na dio Sudana koji je bio pod britanskom upravom. Ovi ustupci su vjerojatno provedeni zbog dobrih odnosa između Italije i Velike Britanije prije 1935. godine.
Mussolini je postao saveznik Francuske i Velike Britanije protiv agresije Nacističke Njemačke. Tim strateškim savezom je Mussolini htio steći stratešku prednost kako bi mogao napasti i kolonizirati Etiopiju. Time je izbio drugi talijansko-abesinski rat u kojim je Italija vršila napade na Etiopiju iz Eritreje i Talijanske Somalije. Godine 1936. je napokon kolonizirana Etiopija čija kolonizacija je prvi put pokušana pedeset godina prije, a kralj Viktor Emanuel III. postao je car Abesinije. Zbog ratobornog ponašanja Italija je ubrzo izolirana u Ligi naroda, a Francuska i Velika Britanija su prekinule savezništvo s Mussolinijem.
U Europi je 1923. fašistički režim naredio zauzimanje grčkog otoka Krfa, što je bio dio plana za zauzimanje Grčke. Unatoč gubitka Krfa, Grčka nije ušla u rat s Italijom. Dvije godine kasnije, Italija je prisilila Albaniju da postane talijanski protektorat, što je također bio dio plana o zauzimanju Grčke. Fašistima je zauzimanje Krfa bilo važno zbog njegove veze s Mletačkom Republikom koja je ostavila značajni kulturni utisak na otok. Godine 1929., fašistička je vlast odobrila politički egzil hrvatskom ekstremnom nacionalistu Anti Paveliću. Fašisti su pažljivo promatrali burnu situaciju u Kraljevini Jugoslaviji na čije su dijelove željeli proširiti svoj utjecaj. Fašistička vlada pomaže u financiranju i uvježbavanju Pavelićevih ustaša. Najznačajnija predratna vojna intervencija fašističkog režima bila je 1936. u Španjolskoj. Španjolska je u građanskom ratu bila podijeljena na protucrkvene socijalističke republikance i procrkvene monarhističke nacionaliste koje je vodio Francisco Franco s njegovim profašističkim pokretom Falanga. Italija je španjolskim nacionalistima poslala zrakoplove, oružje i preko 60 000 vojnika. Ovaj rat je pomogao uvježbati talijansku vojsku, a također je služio i poboljšanju odnosa s Crkvom. Španjolskim nacionalistima pomagala je i Hitlerova Njemačka, tako da je ovo bio prvi rat u kojem su se ponovno zajedno borile talijanske i njemačke snage još od austrijsko-pruskog rata. Italija je htjela iskoristiti situaciju u Španjolskoj kako bi proširila svoj utjecaj na Sredozemlju, pa je u ovo vrijeme izgradila mnoge ratne brodove kako bi učvrstila svoj položaj.
Nakon što je Njemačka pripojila Čehoslovačku, Mussolini je odlučio zauzeti Albaniju. Dana 7. travnja Italija je napala Albaniju koju je zauzela nakon kraće borbe. Albanski parlament je okrunio Viktora Emanuela III. za kralja Albanije.

#### Odnosi s nacističkom Njemačkom
Mussolini i talijanski fašisti nisu bili zadovoljni dolaskom nacista na vlast u Njemačkoj unatoč ideološkim sličnostima. Fašisti su se bojali da bi Hitlerov plan za ujedinjenje svih njemačkih područja mogao podrazumijevati i područja Italije koja su prije bila dio Austrije. Iako mnogi drugi nacisti nisu favorizirali Mussolinija i fašističku Italiju, Hitler je bio fasciniran Mussolinijevim govorničkim sposobnostima i njegovim kultom, te je uveo mnogo fašističkog simbolizma u Nacističku partiju, kao što su rimski pozdrav i paravojne skupine za političko nasilje. Hitler je po uzoru na marš na Rim proveo i svoj vlastiti neuspjeli državni udar.
Hitler je prije pokušavao pridobiti Mussolinijevu političku naklonost, jer se on nije previše obzirao na njegove političke aktivnosti. Također se Mussolini protivio Hitlerovom antisemitizmu, jer su veliki broj fašista bili Židovi i da je čak i Mussolinijeva ljubavnica i direktorica fašističke propagande Margherita Sarfatti bila Židovka. Mussolini se protivio njemačkim željama za pripajanje Austrije nakon ubojstva predsjednika Engelberta Dollfussa 1934., te je obećao Austriji vojnu pomoć u slučaju napada Nijemaca.
Nakon što je Italija izolirana na međunarodnom planu 1936., morala je početi surađivati s Njemačkom kako bi ponovno došla u povoljan međunarodni položaj. Ove dvije države su sklopile osovinski pakt koji je kasnije potpisan u Japanu 1940. godine. S poboljšanim odnosima s Italijom, Hitler je 1938. anektirao Austriju, a kasnije i Čehoslovačku. Da ne bi ispao manje važan partner u ovom savezu, Mussolini je napao i zauzeo Albaniju.
Nakon pripojenja Austrije Njemačkoj, fašistički je režim postao zabrinut zbog većinskog njemačkog stanovništva u južnom Tirolu zbog njihove moguće želje za priključivanjem Njemačkoj. Dvojbe su se također vodile i oko vođenja antisemitske politike kako bi se udobrovoljili oni nacisti koji nisu željeli Italiju za saveznika. Godine 1938., Mussolini je prisilio članove Fašističke stranke na donošenje antisemitskih zakona, unatoč protivljenju mnogih fašista i lošoj potpori tim zakonima u cijeloj zemlji. Jednu godinu kasnije, fašisti su počeli zahtijevati od Hitlera da prihvati plan talijanske vlade prema kojem bi svi Nijemci u Južnom Tirolu bili iseljeni ili prihvatili talijanizaciju. Nakon što je Hitler pristao na taj plan, neutralizirana je južnotirolska opasnost.
Zajedničkim javnim pojavljivanjem i propagandom se neprestano naglašavala bliskost Mussolinija i Hitlera, te talijanskog fašizma i njemačkog nacizma. Iako su obje ideologije bile slične, talijanski fašizam je postao više vezan uz nacizam zbog toga što je Njemačka trebala Italiji kao saveznik u širenju Talijanskog Carstva. Također su oba ova režima na Francusku gledali kao na prirodnog neprijatelja i dok su Nijemci željeli pripojiti Elzas i Lotaringiju, Talijani su željeli Savoju i Korziku.

### Drugi svjetski rat i kraj fašističkog režima
Napadom Njemačke na Poljsku u rujnu 1939. počinje Drugi svjetski rat u kojem se Italija nije odmah pridružila Njemačkoj, nego je čekala neutralizaciju Francuske i tijekom bitke za Francusku 10. lipnja 1940. proglašava rat Francuskoj i Velikoj Britaniji. Budući da rat nije očekivan tako brzo, Italija nije stigla organizirati i naoružati vojsku ni pripremiti industriju za rat, tako da je od početka bila većinom podčinjeni partner Njemačkoj u ratu.
Najveća prednost talijanske vojske bila je kraljevska ratna mornarica (Regia Marina) koja je po veličini bila četvrta u svijetu. Godine 1940., britanska je mornarica iznenadno napala talijansku flotu kod Taranta čime je onesposobila glavne talijanske ratne brodove. Tijekom vremena je saveznička mornarica nanijela ozbiljne štete talijanskoj mornarici čime je uništena najveća prednost Italije.
Podčinjenost Italije Njemačkoj prvi put se jasno vidjela u Grčko-talijanskom ratu koji je bio katastrofalan za loše naoružanu talijansku vojsku. Kako bi dobili uporište na Balkanu, Njemačka zajedno s Italijom započinje ratni pohod na tom području kojim je uništena Kraljevina Jugoslavija i na čijem je području osnovana Nezavisna Država Hrvatska koja je bila talijanska i njemačka marionetska država. Kako bi zadržala talijansku potporu, ustaška je vlast ustupila Italiji veliki dio Dalmacije i brojne hrvatske otoke. Iako je službeno ova tvorevina bila kraljevstvo i talijanski protektorat kojim je vladao Tomislav II. iz Savojske dinastije, on osobno nikad nije došao u Hrvatsku, a vladom je upravljao poglavnik Ante Pavelić. Nakon uspostavljanja vojne kontrole nad hrvatskim Jadranom i zbog vojne kontrole nad Albanijom i Crnom Gorom, Italija je u potpunosti kontrolirala Jadransko more.
Godine 1940., Italija napada Egipat, ali brzo biva izgurnuta natrag u Libiju. Njemačka je vojska poslala odred talijanskoj vojsci u Libiji kako bi spasili koloniju od Britanaca. Njemački afrički korpus pod vodstvom generala Erwina Rommela bio je najzaslužniji u izguravanju Britanaca iz Libije u središnji Egipat, dok su talijanske snage imale sporednu ulogu. Ipak, tijekom prve bitke kod El Alameina, talijanska padobranska brigada uspješno je zadržala Britance i Francuze. Službeno je 1942. Italija neko vrijeme držala velike dijelove teritorija diljem Sredozemlja. Padom Višijske Francuske, Italija je dobila kontrolu nad Korzikom, Nicom i drugim dijelovima jugozapadne Francuske. Unatoč službenom osvajanju teritorija, tzv. Talijansko Carstvo počelo se urušavati zbog gospodarskog raspada, savezničkih bombardiranja i činjenice da od 1940. Italija nije samostalno dobila ni jednu bitku, nego je uvijek trebala pomoć Njemačke.
Već u listopadu 1941. godine Mussolini mora pred svojim bliskim suradnicma konstaira da je Italija relno svedena na satus Njemačkoj pridružene pokrajine, doduše najvažnije od takvih pokrajina - u koje je on ubrojio drug njemačke saveznike u Europi. Zbog realog stanja čak i ako bi Njemačka zaražila priključnje Trsta svojem glavnom području - "valja priguti glavu", komentirao je pred suradnicima Duce.
Unatoč počenim uspjesima njemačkih snaga pod zapovjedništvom genealla Erwina Rommela uspjesima, osovinske snage u sjevernoj Africi počele su se lomiti krajem 1942. godine, te su se njemačke i talijenske snage pod tešim borbam povuke na Siciliju.
Godine 1943., počela je saveznička invazija na Siciliju čiji je cilj bio izbacivanje Italije iz rata. Savezničke trupe iskrcale su se na Siciliji uz manji otpor talijanskih snaga. Napredovanje su zaustavile njemačke snage koje su neko vrijeme pružale otpor prije nego što su cijelu Siciliju zauzeli Saveznici. Ovom invazijom je Mussolini postao ovisan o njemačkim snagama kako bi zaštitio svoj režim. Saveznici su čvrsto napredovali kroz Italiju uz manji otpor demoraliziranih talijanskih vojnika i veći otpor njemačkih snaga.

### Badogliova vlada
Zbog katastrofalnog rata je Mussolini do 1943. izgubio potporu stanovništva Italije. U svijetu je Mussolini također viđen kao neuspjeh zbog toga što je ugurao zemlju u rat sa slabo opskrbljenom i ne uvježbanom vojskom. Zbog ove sramote Italije su kralj Viktor Emanuel III. i čak članovi Fašističke stranke željeli smijeniti Mussolinija. Prvi korak njegovom zbacivanju bilo je njegovo smjenjivanje s mjesta predsjednika Fašističke stranke. Nekoliko dana kasnije je kralj službeno smijenio Mussolinija s mjesta premijera i na njegovo mjesto postavio maršala Pietra Badoglija. Odmah nakon smjenjivanja Mussolini je uhićen. Badoglijeva vlada ukinula je sva obilježja fašističkog režima zabranjivanjem Fašističke stranke. Italija je tada potpisala primirje sa savezničkim vojnim snagama, a Kraljevina Italija se pridružila Saveznicima u borbi protiv Trećeg Reicha.
Ipak, Mussolinijeva vladavina u Italiji nije završila, jer su ga njemački padobranci spasili iz planinskog hotela gdje je bio zarobljen. Hitler je od Mussolinija zatražio osnivanje Talijanske Socijalne Republike u dijelu sjeverne Italije kojeg su kontrolirali Nijemci. Ova tvorevina bila je marionetska država Njemačke čije su se oružane snage sastojale od fašista odanih Mussoliniju i njemačke vojske. Mussolinija su na kraju zarobili talijanski partizani dok je pokušavao pobjeći iz zemlje. Dana 28. travnja 1945. Benito Mussolini biva pogubljen, a njegovo tijelo i tijela drugih ubijenih fašista prebačeni su u Milano gdje ih je svjetina ljutih Talijana unakazila. Tijela su na kraju obješena i javno pokazana kao reakcija na patnje talijanskog naroda pod fašističkim režimom. Dana 2. svibnja 1945., predale su se njemačke snage u Italiji.

### Raspad Kraljevine Italije
Nakon Drugog svjetskog rata uništeno je gospodarstvo države, talijansko društvo biva podijeljeno, a diljem zemlje vlada opća ljutnja prema monarhiji koja je odobravala fašistički režim zadnjih dvadeset godina. Ljutnja je bila izražena i zbog sramote Italije koju su prvo okupirali Nijemci, a poslije Saveznici.
Čak i prije dolaska fašizma, na monarhiju se gledalo kao na neuspjeh u kojem je društvo ostalo podijeljeno između bogatog sjevera i siromašnog juga. Nakon pada fašizma ponovno se oživljava talijanski republikanski pokret.
Nakon abdikacije Viktora Emanuela III. 1946. godine, njegov sin i novi kralj Umberto II. je pod prijetnjom građanskog rata prisiljen raspisati referendum o opstanku monarhije. Nakon referenduma na kojem je 54% glasača glasovalo za republiku, 2. lipnja 1946. Italija je službeno postala republika. Umberto II. je abdicirao, a u novoj republici zabranjen je ulazak u zemlju svim muškim članovima Savojske dinastije. Ova zabrana povučena je tek 2002. godine.